# Uranothauma nubifer
Uranothauma nubifer is een vlinder uit de familie van de Lycaenidae. De wetenschappelijke naam van de soort is voor het eerst gepubliceerd in 1895 door Roland Trimen.

## Verspreiding
De soort komt voor in Nigeria, Kameroen, Ethiopië, Oeganda, Kenia, Burundi, Congo-Kinshasa, Tanzania, Zambia, Malawi, Mozambique, Zimbabwe, Zuid-Afrika en Swaziland.

## Ondersoorten
- Uranothauma nubifer nubifer Trimen, 1895
  - = Lampides pelotus Karsch, 1895
- Uranothauma nubifer distinctesignatus (Strand, 1911)
  - = Cupido (Uranothauma) nubifer var. distinctesignatus Strand, 1911